# Smithovo število
Smithovo število je v matematiki pozitivno celo število, za katerega je v dani bazi vsota njegovih števk enaka vsoti števkam v praštevilskem razcepu. Številom, ki niso deljiva brez kvadrata, se zapiše prafaktorje brez eksponentov in se jih ustrezno tolikokrat ponovi. Na primer število 202 je Smithovo število, ker je 2 + 0 + 2 = 4, razcep pa je 2 · 101 in 2 + 1 + 0 + 1 = 4.
Praštevil se ne upošteva, saj, kakor je razvidno, vsa zadovoljujejo zgornji pogoj.
V bazi 10 so prva Smithova števila (OEIS A006753):
4, 22, 27, 58, 85, 94, 121, 166, 202, 265, 274, 319, 346, 355, 378, 382, 391, 438, 454, 483, 517, 526, 535, 562, 576, 588, 627, 634, 636, 645, 648, 654, 663, 666, 690, 706, 728, 729, 762, 778, 825, 852, 861, 895, 913, 915, 922, 958, 985, 1086, ...
Wayne L. McDaniel je leta 1987 dokazal, da obstaja neskončno mnogo Smithovih števil. V intervalu [1, 106] je 29.928 Smithovih števil. Po vsej verjetnosti je približno 3 % poljubnih milijon zaporednih celih števil Smithovih števil.
Obstaja neskončno mnogo palindromnih Smithovih števil. Prva so (OEIS A098834):
4, 22, 121, 202, 454, 535, 636, 666, 1111, 1881, 3663, 7227, 7447, 9229, 10201, 17271, 22522, 24142, 28182, 33633, ...
Zaporedna Smithova števila (na primer 728 in 729, 2964 in 2965) se imenujejo Smithovi bratje. Ni znano koliko Smithovih bratov obstaja.
Smithova števila je poimenoval Albert Wilansky z Univerze Lehigh po svojem svaku Haroldu Smithu, ki je zapazil to značilnost v svoji telefonski številki (4937775).